# Borecké rybníky
Borecké rybníky este o arie protejată (sit de importanță comunitară — SCI) din Republica Cehă întinsă pe o suprafață de 4,2 ha, integral pe uscat.

## Localizare
Centrul sitului Borecké rybníky este situat la coordonatele 50°19′05″N 12°57′17″E / 50.318056°N 12.954722°E.

## Înființare
Situl Borecké rybníky a fost declarat sit de importanță comunitară în aprilie 2005 pentru a proteja 1 specie de animale.

## Biodiversitate
Situată în ecoregiunea continentală, aria protejată nu include niciun habitat protejat.
La baza desemnării sitului se află o specie protejată de  amfibieni: triton cu creastă (Triturus cristatus).